# Ільовниця (потік)
Ільовниця (словац. Ílovnica) — річка в Словаччині, ліва притока Удави, протікає в округах Снина і Гуменне.
Довжина приблизно 6.7-7.1 км. Витік знаходиться в масиві Лаборецька Верховина  (схил гори Патрія) на висоті близько 365 метрів. Протікає територією села Адідовце.
Впадає в Удаву на висоті приблизно 205-210 метрів.